# Earl Bellamy
Earl Bellamy (Minneapolis (Minnesota), 11 maart 1917 – Albuquerque (New Mexico), 30 november 2003) was een Amerikaans filmregisseur.
Bellamy was regisseur van talloze populaire Amerikaanse televisieseries waarvan uiteindelijk meer dan 1600 episodes zijn gemaakt.
Bellamy begon zijn carrière als regie-assistent van speelfilms.
Hij werkte onder andere mee aan de films A Star Is Born, The Talk of the Town met Carry Grant en Kiss and Tell met Shirley Temple.
Later stortte hij zich op de regie van televisieseries, waarbij het Western-genre zijn voorkeur genoot.
Zo kwamen onder zijn regie de series The Lone Ranger, Rawhide, The Adventures of Rin Tin Tin en The Monroes tot stand.
Verder regisseerde hij televisieseries als I Spy, Starsky and Hutch, Lassie, The Munsters, Fantasy Island en enkele afleveringen van The F.B.I..
Bellamy overleed op 86-jarige leeftijd te Albuquerque, New Mexico, VS als gevolg van een hartaanval.
- Biblioteca Nacional de España: XX4660806
- Bibliothèque nationale de France: cb13930706r (data)
- Gemeinsame Normdatei: 1172694982
- International Standard Name Identifier: 0000 0001 1740 3779
- Library of Congress Control Number: no92022679
- SNAC: w6x99vx5
- Système universitaire de documentation: 192653644
- Virtual International Authority File: 7577210
- WorldCat: E39PBJwX4KWhJGymVWhVBx94bd